# خرزهره (سروستان)
'اسلام آباد (خرزهره)روستایی از توابع شهرستان سروستان در استان فارس ایران است. کشاورزی محصولاتی مانند پسته، زیره، گندم، جو، عدس و... در این منطقه رونق دارد. سابقا این روستا به دلیل وجود گل‌های خرزهره در این منطقه به این نام شناخته می‌شد. 
این روستا با روستای بکت و سیف‌آباد همسایه است .  

## جمعیت
این روستا در بخش کوهنجان قرار دارد و براساس سرشماری مرکز آمار ایران در سال ۱۳۸۵، جمعیت آن ۱۳۲ نفر (۳۰خانوار) بوده‌است.